# SN 2006aa
SN 2006aa – supernowa typu IIn odkryta 8 lutego 2006 roku w galaktyce NGC 3947. W momencie odkrycia miała maksymalną jasność 18,10m.